# Idactus verdieri
Idactus verdieri är en skalbaggsart som beskrevs av Pierre Lepesme och Stefan von Breuning 1956. Idactus verdieri ingår i släktet Idactus och familjen långhorningar.
Artens utbredningsområde är:
- Gabon.
- Senegal.

Inga underarter finns listade i Catalogue of Life.